# Minerve
Minerve — французская авиакомпания. Существовала в 1975-1992 годах.

## История
Minerve была основана в 1975 году. 
В 1983 г. компания приобрела Douglas DC-8, который в 1983 году совершил свой первый рейс в США. Позже рейсы в Америку стал выполнять Boeing 747-200. В то же время выполнялись регулярные рейсы в Северную Африку через Средиземное море. 
В 1992 компания объединилась с AOM French Airlines.

## Флот
- 5 ед. Sud SE-210 Caravelle
- 3 ед. Douglas DC-8-53
- 3 ед. Douglas DC-8-61
- 1 ед. Douglas DC-8-62
- 2 ед. Douglas DC-8-73
- 1 ед. Boeing 747-283
- 3 ед. Douglas DC-10-30
- 4 ед. McDonnell Douglas MD-83